# Komet de Vico-Swift-NEAT
Komet de Vico-Swift-NEAT  (uradna oznaka je 54P/ de Vico-Swift-NEAT ) je periodični komet z obhodno dobo okoli 7,3 let. Komet pripada Jupitrovi družini kometov.

## Prvo odkritje (1844)
Komet je prvi odkril 23. avgusta 1844 italijanski astronom Francesco de Vico (1805–1848). Po prvem odkritju je komet 50 let spadal med izgubljene. 

## Drugo odkritje (1894)
Ponovno je komet odkril 21. novembra 1894 ameriški astronom Edward Doane Swift. Adolf Berberich je predvideval, da je to isti komet kot ga je oapzoval de Vico. Po letu 1894 so komet zopet imeli za izgubljenega. Pojava kometa v letih 1901 in 1907 niso opazili.

## Tretje odkritje (1965)
V letu 1963 je britanski astronom Brian G. Marsden z uporabo računalnika povezal pojav kometa v letu 1844 in 1894 in predvidel njegovo vrnitev v letu 1965. 30. junija 1965 ga je opazil ameriški astronom Arnold Richard Klemola kot telo z magnitudo 17.
V letu 1968 je komet letel blizu Jupitra, kar je povečalo njegovo razdaljo prisončja (perihelija) in obhodno dobo.

## Četrto odkritje (2002)
V programu NEAT so komet ponovno našli 11. oktobra 2002. 